# آنتونی هوپ
سر آنتونی هوپ هاوکینز (به انگلیسی: Sir Anthony Hope Hawkins)، (فوریه ۱۸۶۳- ۱۹۳۳) نویسنده و نمایش‌نامه‌نویس انگلیسی که در طول زندگی ادبی اش ۳۲ جلد کتاب نوشت.

## آثار
او برای رمان «زندانی زندا» که در سال ۱۸۹۴ منتشر کرد به شهرت رسید که مایه ساخت فیلمی موفق در سال ۱۹۳۷ نیز شد. «آینه پادشاه» و «داستان‌هایی از دونفر» از دیگر آثار اوست.